# Tisza TV (Tiszaújváros)
A Tisza TV Tiszaújváros és térségében elérhető helyi televízió a Tisza Média Műsorkészítő és Szolgáltató Kft. üzemeltetésben, amelyet Tiszaújváros Önkormányzata 100%-os tulajdonosként 1997-ben alapított. 

## Története
A Tisza Televízió 1987-ben kezdte meg működését, amelynek keretében kábelen keresztül sugárzott műsort Tiszaújváros és környéke lakói számára. 1992-től önálló gazdálkodó szervként működött. 1997-ben az addig önállóan, intézményként működő Tisza TV és a Krónika egyesült Tisza Média Kht. néven. Alapítója 80 millió forintos törzstőkével Tiszaújváros önkormányzata volt, amelynek épületében kaptak helyet. A Kht. (később Kft.) alapvető feladata, hogy Tiszaújváros közéletének minden szeletével foglalkozzék, műsoraiban híreket, tudósításokat, stúdióbeszélgetéseket láthatnak Tiszaújváros és közvetlen környékének lakói.
1998 októbere és 1999 decembere között a Tisza Média Kht. készítette és sugározta a Magyar Televízió északkelet-magyarországi regionális műsorait. 1998. november 1-től a szerződés ideje alatt Tiszaújvárosban működött a Magyar Televízió Északkelet-magyarországi Körzeti Stúdiója. E feladataihoz, a technikai feltételek korszerűsítéséhez, stúdió építéséhez, a Miskolc és Tiszaújváros közötti mikroláncú összeköttetés megteremtéshez a Kht. önkormányzati kezességvállalással 150 millió forintos hitelt vett fel. 1999 decemberében a Kht. felé már 60 millió forintos tartozást felhalmozó Magyar Televízió indoklás nélkül felmondta a szerződést. Az adósság visszafizetése érdekében, és mivel a hitelből létesített kapacitások az MTV szerződésbontása miatt kihasználatlanok maradtak, a 100%-os tulajdonnal rendelkező önkormányzat 2000-ben a Kht-t Kft-vé alakította át, és nyilvános hirdetményben megvételre kinálta fel a 68 millió forintos törzstőkéjű cég 75%-os tulajdonrészét. A privatizációs kisérlet sikertelenül végződött, a Kft. az önkormányzat 100%-os tulajdonában maradt, a hiteltartozást az önkormányzat fizette ki.
A műsor továbbítása kábelen történik, nézhető a Digi TV, az Invitel, a T-Home és a Flip csatornaválasztékában. Kiemelt feladata a közélet eseményeinek közvetítésén túl a demokratikus közélet katalizátori szerepe, rendszeresen fórumokat, stúdióvitákat szervez. Külön sportműsor foglalkozik a város és a kistérség sporteseményeivel, a kulturális események pedig rendszeresen helyet kapnak a műsorfolyamban.
2006-ban a legnézettebb műsoraik: Sporthétfő, 60 perc, 60 perc plusz, Családi magazin, Civil Szféra, Szépidő, Tojáshéj.
Suli TV (műsorblokk): 1992-ben a Tisza Televízió vezetése lehetőséget adott, hogy Suli TV néven a város lakói ifjúsági műsorokat nézhessenek, amit az akkori 6.sz. Általános Iskolából üzemeltettek.

## Főbb műsorai
- Héthatár
- Hétről-Hétre
- Fogadóóra
- Egy hajóban
- Sportközvetítések
- B4 híradó (Kolor TV műsora)

## Megszűnt műsorai
- 60 perc plusz
- 60 perc
- Sporthétfő
- Sportpercek
- Civil magazin

## Korábbi vezetői
- Kuki László – Tisza TV stúdióvezető[15]
- Varga Koritár László – Tisza Média Kht. ügyvezető igazgató[16]
- Weisz György – ügyvezető[17]
- Radácsi Zsuzsanna – ügyvezető[18]